# 캐슬 (프로게이머)
캐슬(본명: 조현성, 2002년 10월 8일 ~ )은 대한민국의 리그 오브 레전드 프로게이머로 포지션은 탑 라이너이다. 아이디는 Castle이며 현재 KT 롤스터 소속이다.

## 선수 생활
2021시즌을 앞두고 KT 롤스터의 2군팀으로 콜업되면서 프로 커리어를 시작했다.

## 소속팀
| # | 팀명      | 소속 기간 | 소속 리그 | 비고 |
| - | --------- | --------- | --------- | ---- |
| 1 | KT 롤스터 | 2020.12~  | LCK       |      |

## 수상 내역
- LCK 아카데미 시리즈 2020 11월 대회 우승